# Bánomkert
Bánomkert Hajdúszoboszló keleti részén fekvő városrész. A terület a város határának vizes, nádas területe volt, amelyet sokáig mezőgazdasági művelésre sem igen használtak. Az átalakítások után lassan lakottá vált, valamint a hőforrás hasznosítása után a városba érkező, gyógyulni vágyó vendégek részére szállodák, panziók sora épült itt. 1941-óta építenek szállókat, apartmanokat és magánlakásokat is. A városrészhez tartozik a Mátyás Király sétány, ahol hatalmas szállodák vannak. A városrész közvetlen közelében található a Gyógyfürdő ahol 1925-ben találtak termálvizet.
Jelenleg is a város kiemelt üdülőövezete, üdülők, szállodák, panziók, magánszálláshelyek sokaságával.

## Nevének eredete
Bánomkert = olyan kert, amelyet gyakran ellep a víz.

## Megközelíthetősége
Autóval hasonlóan lehet mint Hajdúszoboszló városát. A területen a 6-os busz halad végig.